# Unternehmerverband Südtirol
Der Unternehmerverband Südtirol zählt ca. 500 Mitgliedsfirmen mit 30.000 Mitarbeitern und wurde im Jahr 1945 gegründet. Er ist der Verband der industriell organisierten Unternehmen Südtirols und gehört dem Dachverband der italienischen Industrie, Confindustria, an. Der Unternehmerverband Südtirol arbeitet mit gewählten, ehrenamtlich tätigen Verbandsfunktionären und hauptamtlichen Mitarbeitern. Die Verbandsfunktionäre sind Unternehmer und leitende Mitarbeiter in Mitgliedsbetrieben und vertreten die Anliegen ihrer Gruppe, ihres Bezirks und des Verbandes sowie des Unternehmertums. Ihre Rolle ist im Verbandsstatut geregelt. Die hauptamtlichen Mitarbeiter sind Angestellte des Verbandes. Der Sitz des Verbandes befindet sich in Bozen.

## Industrie in Südtirol
Die Industrie (verarbeitendes Gewerbe, Bergbau, Bauindustrie, Energie- und Wasserversorgung) trägt mehr als jeder andere Sektor der Wirtschaft zum Bruttoinlandsprodukt in Südtirol bei.
Die gesamte in Südtirol geschaffene Wertschöpfung (= Summe aus den Einkommen aus unselbstständiger Tätigkeit, des Betriebsergebnisses der Unternehmen und der Ausschreibungen) beläuft sich für das Jahr 2011 auf 15,9 Milliarden Euro. Südtirol zählt somit zu den wohlhabendsten Regionen Italiens und befindet sich auch im europäischen und internationalen Vergleich im vorderen Spitzenfeld. Das verarbeitende Gewerbe (Industrie im engeren Sinne und Bausektor) trägt mit 21,4 % am stärksten zur Schaffung dieser Wertschöpfung bei. Weitere wichtige Wirtschaftszweige sind der Tourismus (12,7 %), die Immobilienwirtschaft (11,6 %), der Handel (10,0 %) und die Landwirtschaft (4,4 %).
Die gesamte von den UVS-Unternehmen erwirtschaftete Wertschöpfung beträgt 2,6 Milliarden Euro, was 16,4 % der Südtiroler Wertschöpfung entspricht. Kein anderer Wirtschaftssektor – mit Ausnahme der Industrie selbst – erbringt eine gleich hohe Leistung. Somit schafft kein anderer Wirtschaftsverband eine so hohe Wertschöpfung für das Land Südtirol wie der Unternehmerverband Südtirol.
Die Unternehmen des Unternehmerverbandes beschäftigen rund 30.000 Mitarbeiter; zählt man auch die Niederlassungen außerhalb von Südtirol dazu, so steigt die Mitarbeiterzahl auf ungefähr 40.000. In den UVS-Unternehmen arbeiten 12,1 % der unselbständig Beschäftigten in Südtirol, der Anteil an den Personalkosten liegt aber bei 17,1 %; UVS-Unternehmen zahlen also im Durchschnitt 1/3 höhere Löhne aus.

## Leitbild des Unternehmerverbandes Südtirol
Der Unternehmerverband Südtirol ist ein Dienstleistungsunternehmen und beruht auf freiwilliger Mitgliedschaft. Dem Verband gehören Betriebe aller Sparten und Größenordnungen an. Herstellung und Vertrieb ihrer Produkte und/oder Dienstleistungen sind industriell organisiert.
Die Aufgaben des Verbandes:
- Repräsentation und Interessenvertretung
- Meinungsführerschaft zu industrie- und wirtschaftspolitisch relevanten Themen
- Betriebsorientierte, maßgeschneiderte Aus- und Weiterbildung
- Hochqualifizierte Fachberatung
- Vermittlung von Expertenkontakten
- Umfassende Betreuung der Mitgliedsbetriebe
- Besondere, kostensparende Angebote

Die Leistungen des Unternehmerverbandes Südtirol sind im Leistungskatalog abrufbar.

## Verbandsgremien
Stefan Pan wurde im Frühjahr 2010 zum Präsidenten des Unternehmerverbandes Südtirol gewählt. Ihm stehen vier Vizepräsidenten zur Seite.

## Jungunternehmer
Die Jungunternehmer sind eine Gruppe von Unternehmern innerhalb des Unternehmerverbandes Südtirol.
Die Mitgliedschaft in der Gruppe der Jungunternehmer ist freiwillig. Die Mitglieder müssen folgende Anforderungen erfüllen:
- sie müssen selbst Unternehmer, Kinder von Unternehmern oder Gesellschafter der Mitgliedsunternehmen sein und an der Betriebsaktivität teilnehmen bzw. diese kennen
- sie müssen leitende Angestellte mit einer nachweislichen Führungstätigkeit bei einem Mitgliedsbetrieb des Unternehmerverbandes sein. In diesem Fall muss der Inhaber oder der gesetzliche Vertreter des Mitgliedsbetriebs schriftlich seine Einwilligung erteilen und die vom Betroffenen durchgeführten Funktionen bestätigen
- sie müssen zwischen 18 und 40 Jahre alt sein.

Die Gruppe der Jungunternehmer hat ein eigenes Führungsgremium, das alle drei Jahre von der Versammlung gewählt wird. Die Versammlung setzt sich aus allen zur Gruppe gehörenden Südtiroler Jungunternehmern zusammen.
Das Führungsgremium besteht aus einem Präsidenten, einem oder mehreren Vizepräsidenten, einem Past-Präsidenten (dem vorherigen Präsidenten), einem Vorstand und einem Sekretär, der vom Unternehmerverband unter den eigenen Mitarbeitern ernannt wird. Seit 2010 ist Marius Eccel Präsident der Jungunternehmer.
Die Gruppe umfasst derzeit 79 Mitglieder und wurde 1971 gegründet.
Auf nationaler Ebene zählt die Gruppe 11.200 Mitglieder, die in 105 territoriale Gruppen und 20 regionale Komitees unterteilt ist.

## Das Komitee der Kleinunternehmen
Im Jahr 2010 wurde erstmals innerhalb des Unternehmerverbandes das Komitee der Kleinunternehmen gewählt. Laut Verbandsstatut gehören Unternehmen mit bis zu 35 Mitarbeitern zu dieser Gruppierung. Das Komitee der Kleinunternehmer besteht aus gleich viel Mitgliedern wie die Anzahl der Bezirke sowie ein weiteres Mitglied aus dem Bezirk, mit den meisten Kleinunternehmen.
Die Tätigkeitsbereiche des Komitees der Kleinunternehmen:
- Innovation
- Internationalisierung
- Finanzunterstützung für KU
- Ausbildung
- Netzwerk
- Marketing

Vertreter des Komitees ist Oswald Eller.